# Keith Morris
Keith Morris (ur. 18 września 1955) – amerykański wokalista, znany z występów w zespole Black Flag. Nagrał z nim singla Nervous Breakdown. Po odejściu w 1979 roku założył wraz z gitarzystą Gregiem Hetsonem zespół Circle Jerks z którym występuje do dziś (z przerwami w latach 1989-1994 i 1996-2001).
Przez lata zmagał się z uzależnieniami: alkoholowym i narkotykowym z których udało mu się wyjść na początku lat 90. W 1999 roku lekarze zdiagnozowali u niego cukrzycę. Jego przyjaciele wówczas zorganizowali koncert, z którego dochód pokrył wysokie rachunki za leczenie.
W 1990 wziął gościnnie udział w nagraniu albumu Bad Religion Against the Grain.
W 2010 występował w projekcie o nazwie Off!.

## Dyskografia

### Black Flag
- Nervous Breakdown, (SST Records 1978)
- Everything Went Black, (SST Records 1982)

### Circle Jerks
- Group Sex, (Frontier Records 1980)
- The Decline of Western Civilization Soundtrack, (Slash Records 1981)
- Wild in the Streets, (Frontier Records 1982)
- Golden Shower of Hits, (LAX Records 1983)
- Wonderful, (Combat Records 1985)
- VI, (Combat Records 1987)
- Gig, (Combat Records 1992)
- Oddities, Abnormalities and Curiosities, (Mercury Records 1995)